# Röhl, Bitburg-Prüm
Röhl là một đô thị ở huyện Bitburg-Prüm, trong bang Rheinland-Pfalz, phía tây nước Đức. Đô thị Röhl, Bitburg-Prüm có diện tích 10,65 km², dân số thời điểm ngày 31 tháng 12 năm 2006 là 425 người.